# Тяжёлый понтонный парк
ТПП — тяжёлый понтонный парк.

## Техническое описание
Тяжёлый понтонный парк ТПП является штатным средством частей инженерных войск, обеспечивающим устройство мостовых и паромных переправ для пропуска всех войсковых грузов.
Парк организационно может делиться на две (полупарк) или четыре (четверть парка) части, каждая из которых обеспечивает самостоятельное устройство мостовых и паромных переправ. Парк содержится и обслуживается понтонным полком, полупарк – понтонным батальоном и четверть парка – понтонной ротой.

### Табель материальной части
Группа понтона:
- понтон носовой — 48;
- понтон средний — 48.

Группа пролетного строения:
- прогон с двумя зажимными болтами и гайками — 432;
- болт зажимной с гайкой — 784;
- болт стрингерный с гайкой — 864;
- щит настилочный — 768;
- доска настилочная — 96;
- пажилина длинная — 112;
- стойка перильная — 224.

Группа жестких опор:
- опора рамная — 4;
- опора катковая — 4.

Группа береговых частей и паромных принадлежностей:
- лежень береговой — 8;
- анкер — 48;
- пажилина короткая — 16;
- сходня — 16.

Группа вспомогательных средств:
- таль ручная — 16;
- жилет спасательный — 96;
- костюм плавательный — 24.

Группа моторных средств:
- катер буксирно-моторный БМК-90 (БМК-150, БМК-150М) — 12;

### Транспортировка парка
Вся материальная часть парка по суше перевозится на 116 автомобилях ЗИС-151, из которых 96 понтонных автомобилей имеют специальное оборудование. Остальные автомобили оборудуются силами войск.
Типы автомобилей:
- понтонные — 96;
- с рамными опорами — 4;
- с катковыми опорами — 4;
- настилочные — 12;
- цистерны — 2.

### Характеристика перевозных паромов
16-тонный перевозной паром:
- грузоподъемность – 16 т;
- количество паромов собираемых из всего парка – 24;

35-тонный перевозной паром:
- грузоподъемность – 35 т;
- количество паромов собираемых из всего парка – 16;

50-тонный перевозной паром:
- грузоподъемность – 50 т;
- количество паромов собираемых из всего парка – 12;

70-тонный перевозной паром:
- грузоподъемность – 70 т;
- количество паромов собираемых из всего парка – 8;

### Характеристика мостов
- 16-тонный мост:
- ширина проезжей части – 3,2 м;
- предельная грузоподъемность моста – 16 т;
- предельное давление на ось для колесных грузов – 7 т;
- общая длина наводимого моста – 335 м;

50-тонный мост:
- ширина проезжей части – 4 м;
- предельная грузоподъемность моста – 50 т;
- предельное давление на ось для колесных грузов – 15 т;
- общая длина наводимого моста – 265 м;

70-тонный мост:
- ширина проезжей части – 4 м;
- предельная грузоподъемность моста – 70 т;
- предельное давление на ось для колесных грузов – 15 т;
- общая длина наводимого моста – 180 м;

Допустимая скорость течения – 3 м/с.

### Эксплуатация (боевое применение)
Парк состоял на вооружении в послевоенный период.